# Raúl Rodríguez (Boxer)
Raúl Horacio Rodríguez (* 26. November 1915 in Córdoba; † 1977) war ein argentinischer Boxer.

## Werdegang
Raúl Rodríguez nahm an den Olympischen Sommerspielen 1936 in Berlin teil. Im Viertelfinale des Weltergewichtsturniers unterlag er dem Dänen Gerhard Pedersen.